# Edith Nesbit
Edith Nesbit, também referida pela forma andrógina E. Nesbit (Kennington, 15 de agosto de 1858 – New Romney, 4 de maio de 1924), foi uma escritora e poeta inglesa, conhecida por suas histórias infantis.
Escreveu ou colaborou com mais de sessenta livros de ficção para crianças, muitos deles adaptados para o cinema e para a televisão. Começou um novo gênero de aventuras mágicas, assentados sobre lugares cotidianos, e foi muito imitada. Edith Nesbit publicou livros conhecidos como Cinco Crianças e um Segredo entre outros. Aventurou-se em outros estilos, como os contos sobrenaturais, tendo escrito romances, poemas e contos de horror.
Era também ativista política e foi co-fundadora da Fabian Society, uma organização socialista depois filiada ao Partido Trabalhista.

## Biografia
Edith nasceu em Kennington, distrito do sul de Londres, em 1858. Era filha do agroquímico John Collis Nesbit, que morreu quando Edith tinha apenas 4 anos de idade. Sua irmã Mary tinha saúde frágil e por causa dela a família viajava com frequência, morando por algum tempo em Brighton, Dieppe, Rouen, Paris, Tours, Poitiers, Bordeaux, Arcachon, Alemanha, até se estabelecer por três anos em Halstead, uma vila em Kent, local que inspirou seu livro The Railway Children. Quando Edith tinha 17 anos, a família se mudou mais uma fez para Londres, onde foi morar em vários bairros.
Aos 18 anos, Edith conheceu o bancário Hubert Bland, em 1877. Grávida de sete meses, eles se casaram em 22 de abril de 1880, mas não foram morar juntos logo em seguida. Ele continuou morando com a mãe. O casamento era tumultuado. Edith descobriu que outra mulher acreditava ser noiva de Hubert e também estava grávida de um filho dele. Um golpe ainda mais grave viria em 1886, quando ela descobriu que sua melhor amiga, Alice Hoatson, estava grávida de seu marido. Anteriormente, Edith tinha concordado em adotar o filho de Alice e tê-la em casa como sua governanta. Quando descobriu a verdade, elas brigaram e Edith mandou que Alice fosse embora deixando sua filha, Rosamund. Hubert ameaçou deixá-la se expulsasse Alice de casa e assim ela ficou, como secretária e governanta de Edith, engravidando de Hubert mais uma vez 13 anos depois.
Edith teve dois filhos, Paul Cyril Bland (1880–1940), para quem The Railway Children foi dedicado, Mary Iris Bland (1881-1965), que se casou com John Austin D. Phillips em 1907 e Fabian Bland (1885–1900). Ela também adotou os dois filhos de Alice com seu marido, Rosamund Edith Nesbit Hamilton (1886–1950), que colaborou em seu livro Cat Tales, John Oliver Wentworth Bland (1899–1946), para quem o livro The Book of Dragons é dedicado e, finalmente, John Oliver Wentworth Bland (1899–1946), a quem os livros The House of Arden e Five Children and It são dedicados. Seu filho Fabian morreu aos 15 anos ao fazer uma cirurgia de remoção das amígdalas e Edith dedicou vários livros ao filho, como The Story of the Treasure Seekers e seus volumes seguintes.
Edith era adepta do marxista William Morris e junto de Hubert foi uma das fundadoras da Fabian Society, em 1884. Seu filho Fabian recebeu este nome em homenagem à sociedade. O casal também editava o periódico da sociedade, o Today. Alice Hoatson era a secretária. Edith e Hubert também se interessaram pela Federação Social-Democrata, mas a rejeitaram como radical demais. Edith foi muito ativa, tanto na escrita quanto fazendo discursos, a respeito do socialismo durante a década de 1880, embora essa atividade tenha diminuído à medida que seu sucesso como autora de crianças cresceu. Edith também palestrou na London School of Economics, que foi fundada por alguns membros da Fabian Society.
Edith morou entre 1899 e 1920 em Well Hall, em Eltham, no sul de Londres, que parece ser o cenário de vários de seus livros, em especial The Red House. Em 1911, teve uma segunda casa em Sussex Downs. Junto de Hubert, tinham um grande círculo de amigos do meio literário, colegas e admiradores, que frequentavam a residência do casal para eventos literários.
Hubert morreu em 14 de abril de 1914 devido a um infarto. Três anos depois, Edith se casou com o engenheiro Thomas Tucker em Woolwich, onde Thomas era o capitão das balsas do canal. Por volta dessa época, Edith tirou de seu testamento seus filhos adotivos.

## Últimos anos

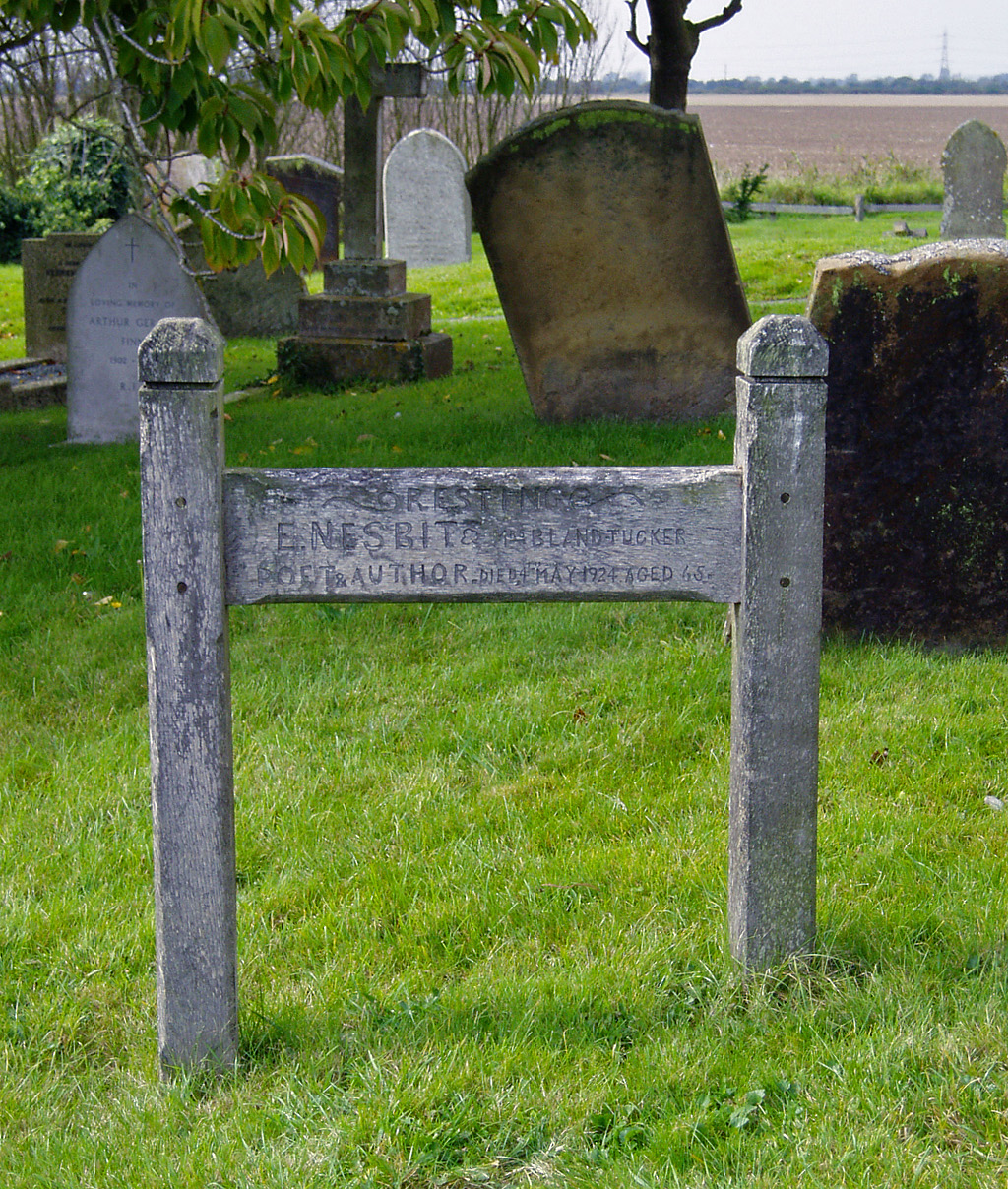
Túmulo de E. Nesbit no cemitério da igreja de St. Mary in the Marsh, com uma lápide de madeira feita por seu segundo marido. Uma placa memorial se encontra no interior da igreja.

Fumante por toda uma vida, Edith sofreu com vários problemas pulmonares em seus últimos anos. Mudou-se várias vezes, até finalmente chegar a New Romney, em Kent. Edith morreu em 4 de maio de 1924, aos 65 anos, devido a um câncer de pulmão. Foi sepultada no cemitério da igreja de Saint Mary in the Marsh, uma vila próxima a New Romney.

## Escrita
Edith publicou cerca de 40 livros infantis, incluindo romances, coletâneas e livros ilustrados. Se contar as contribuições em livros de outros autores, publicou cerca de o dobro disso. Edith foi a primeira escritora moderna para crianças, que ajudou a resgatar a tradição da literatura infantil inaugurada por Lewis Carroll, George MacDonald e Kenneth Grahame, abandonando os mundos secundários e entrando na área de temas adultos. Alguns creditam a Edith a invenção das histórias de aventuras para crianças.
Entre seus livros mais conhecidos estão The Story of the Treasure Seekers (1899) e The Wouldbegoods (1901), que conta a história da família Bastables, que vivia em relativo luxo e acabou passando por dificuldades. The Railway Children, outro livro famoso, virou um filme em 1970. Havia também peças infantis e poemas entre seus trabalhos para crianças.
Edith inovou na época ao combinar o realismo vivido pelas crianças com objetos mágicos e aventuras, onde às vezes era possível viajar para mundos fantásticos. Seu estilo inspirou vários escritores posteriores, como P. L. Travers, autor de Mary Poppins, Edward Eager, Diana Wynne Jones, C. S. Lewis e J. K. Rowling.
Edith não escrevia apenas para crianças. Escreveu onze romances, contos e quatro coletâneas de horror.

## Publicações

### Livros infantis

#### Série Bastable
- 1899 The Story of the Treasure Seekers
- 1901 The Wouldbegoods
- 1904 The New Treasure Seekers

#### Série Psammead
- 1902 Five Children and It
- 1904 The Phoenix and the Carpet
- 1906 The Story of the Amulet

#### Série House of Arden
- 1908 The House of Arden
- 1909 Harding's Luck

#### Outros livros
- 1906 The Railway Children
- 1907 The Enchanted Castle
- 1910 The Magic City
- 1911 The Wonderful Garden
- 1913 Wet Magic
- 1925 Five of Us—and Madeline (publicado postumamente na coleção de mesmo nome)[16]

### Romances
- 1885 The Prophet's Mantle (como Fabian Bland)[17]
- 1886 Something Wrong (como Fabian Bland)[17]
- 1896 The Marden Mystery (como Fabian Bland)[18] (edição rara, com poucos exemplares)[19]
- 1899 The Secret of Kyriels (edição rara, com poucos exemplares)[19]
- 1902 The Red House
- 1906 The Incomplete Amorist
- 1909 Salome and the Head (também publicado como The House with No Address)
- 1909 Daphne in Fitzroy Street
- 1911 Dormant (título norte-americano de Rose Royal)
- 1916 The Incredible Honeymoon
- 1922 The Lark

### Contos e coletâneas infantis
- 1891 The Pilot
- 1894 Miss Mischief
- 1895 Tick Tock, Tales of the Clock
- 1895 Pussy Tales
- 1895 Doggy Tales
- 1897 The Children's Shakespeare
- 1897 Royal Children of English History
- 1897 Tales Told in the Twilight (vários autores)
- 1898 The Book of Dogs
- 1899 Pussy and Doggy Tales
- 1901 The Book of Dragons (publicados anteriormente como The Strand, 1899)
- 1901 Nine Unlikely Tales
- 1902 The Revolt of the Toys
- 1903 The Rainbow Queen and Other Stories
- 1903 Playtime Stories
- 1904 The Story of Five Rebellious Dolls
- 1904 Cat Tales (por Edith Nesbit e Rosamund E. Nesbit Bland
- 1905 Oswald Bastable and Others
- 1905 Pug Peter, King of Mouseland
- 1907 Beautiful Stories from Shakespeare (reimpressão de The Children's Shakespeare, 1895)
- 1908 The Old Nursery Stories
- 1912 The Magic World
- 1925 Five of Us—and Madeline (publicado postumamente, contos editados por Rosamund E. Nesbit Bland)[16]

### Contos e coletâneas
- 1887 Man-Size in Marble[20]
- 1891 John Charrington’s Wedding
- 1891 The Ebony Frame
- 1893 The Mystery of The Semi-Detached
- 1893 Grim Tales (contos de horror)
- 1893 Something Wrong (contos de horror)
- 1893 Hurst of Hurstcote
- 1894 The Butler in Bohemia (por Edith Nesbit e Oswald Barron)
- 1896 In Homespun (10 contos escritos em dialeto britânico do Sul de Kent e Sussex)
- 1900 The Haunted Inheritance
- 1903 The Literary Sense
- 1906 Man and Maid (10 contos sobrenaturais)
- 1908 The Third Drug, Strand Magazine, February 1908 (reimpresso em antologias como "The Three Drugs")[21]
- 1909 These Little Ones
- 1910 The Violet Car
- 1910 In The Dark
- 1910 The Shadow
- 1910 Fear (contos de horror)
- 1915 The Pavilion
- 1923 To the Adventurous

### Não ficção
- 1913 Wings and the Child, or The Building of Magic Cities
- 1966 Long Ago When I Was Young[22][23]

### Poemas
- sem data "The Time of Roses"
- 1886 "Lays and Legends"
- 1887 "The Lily and the Cross"
- 1887 "The Star of Bethlehem"
- 1888 "The Better Part, and Other Poems"
- 1888 "Landscape and Song"
- 1888 "The Message of the Dove"
- 1888 "All Round the Year"
- 1888 "Leaves of Life"
- 1889 "Corals and Sea Songs"
- 1890 "Songs of Two Seasons"
- 1892 "Sweet Lavender"
- 1892 "Lays and Legends: Second Edition"
- 1895 "Rose Leaves"
- 1895 "A Pomander of Verse"
- 1898 "Songs of Love and Empire"
- 1901 "To Wish You Every Joy"
- 1905 "The Rainbow and the Rose"
- 1908 "Jesus in London"
- 1883–1908 "Ballads and Lyrics of Socialism"
- 1911 "Ballads and Verses of the Spiritual Life"
- 1912 "Garden Poems"
- 1922 "Many Voices"

### Músicas
- 1899 Slave Song [24]